# Kostiata (raion de Beriózovka)
|  | Per a altres significats, vegeu «Kostiata». |

Kostiata (en rus: Костята) és un poble del krai de Perm, a Rússia, que en el cens del 2010 tenia 6 habitants. Es troba al curs superior del riu Beriózovka, a l'est del centre regional, Beriózovka.